# شینتارو ناگو
شینتارو ناگو (انگلیسی: Shintaro Nago؛ زادهٔ ۱۷ آوریل ۱۹۹۶) بازیکن فوتبال است.
از باشگاه‌هایی که در آن بازی کرده‌است می‌توان به باشگاه فوتبال کاشیما آنتلرز اشاره کرد.